# Chelmsford City Football Club
 (mai 2020).
Maillots
Chelmsford City Football Club est un club de football anglais fondé en 1878, basé à Chelmsford en Angleterre, il évolue depuis la saison 2008-2009 en National League South, le club joue ses matchs à Melbourne Stadium.

## Histoire
- 1878 : Fondation du club sous le nom de "Chelmsford"[2]
- 1938 : Re-fondation sous le nom de "Chelmsford City"[3].
- 1976: Participation à la Coupe  anglo-italienne semi-professionnelle.
- 2008 : Le club est champion de l'Isthmian League Premier Division (D7) et monte en National League South (D6).

## Liste des entraîneurs
| - 1938 : Billy Walker - 1938–1939 : Allan Sliman - 1939–1945 : Harry Warren - 1945–1949 : Arthur Rowe - 1949–1950 : Jack Tresadern - 1950–1951 : George Smith - 1951–1952 : Billy Walsh - 1952–1954 : Ben Burley - 1954–1955 : Augie Scott - 1955–1959 : Frank Grice - 1959–1963 : Harry Ferrier - 1963–1965 : Billy Frith - 1966 : Peter Harburn | - 1966–1969 : Harry Ferrier - 1969–1970 : Geoff Walker - 1970–1974 : Dave Bumpstead - 1974–1975 : Syd Prosser - 1975 : Bill Leivers - 1976–1977 : Bobby Kellard - 1977–1978 : Mick Loughton - 1978 : Ollie Hopkins - 1978–1979 : John Newman - 1979–1980 : Don Walker | - 1980–1981 : Colin Harper - 1981–1984 : Mick Loughton - 1985–1987 : Joe O'Sullivan - 1987–1989 : Chris Symes - 1989–1990 : George Borg - 1990–1992 : Danny O'Leary - 1992–1996 : Joe O'Sullivan - 1996 : Robbie Garvey and Paul Watts - 1996 : Roy McDonough - 1996–1998 : Colin Norman & Gary Bellamy | - 1996–2001 : Gary Bellamy - 2001–2003 : Paul Parker - 2003–2004 : Steve Mosely - 2004–2005 : Aidan Boxall - 2005–2006 : Craig Edwards - 2006–2009 : Jeff King - 2009–2013 : Glenn Pennyfather - 2013 : Dean Holdsworth - 2013–2016 : Mark Hawkes - 2016–2020 : Rod Stringer - 2020– : Robbie Simpson |

## Palmarès
| Compétitions mineures | Compétitions régionales |
| - Isthmian League Premier Division (1) - Champion : 2007-2008 - Southern Football League Premier Division (4) : - Champion : 1939-1940, 1945-1946, 1967-1968, 1971-1972 - Southern League Division One South (1) : - Champion : 1988-1989 - FA Trophy - Demi-finaliste : 1969-1970 - FA Cup - 4e tour : 1938-1939 | - Isthmian League Cup (3) - Vainqueurs : 1945-1946, 1959-1960, 1990-1991 - London League (1) : - Champion : 1930-1931 - Middlesex County League (1) : - Champion : 1923-1924 - East Anglian Cup (3) - Vainqueur : 1924-1925, 1926-1927, 1928-1929 - Eastern Floodlight Cup (6) - Vainqueur : 1966-1967, 1974-1975, 1977-1978, 1981-1982, 1982-1983, 1986-1987 - Essex Professional Cup (5) - Vainqueur : 1957-1958, 1969-1970, 1970-1971, 1973-1974, 1974-1975 - Essex Senior Cup (8) - Vainqueur : 1892-1893, 1901-1902, 1985-1986, 1988-1989, 1992-1993, 2002-2003, 2008-2009, 2016-2017 - Non-League Champions Cup (1) - Vainqueur : 1971-1972 |

## Statistiques et records
- Meilleure performance en FA Cup : 4e tour, 1938-1939[4]
- Meilleure performance en FA Trophy : Demi-finale 1969-1970[4]
- Meilleure affluence :
  - New Writtle Street : 16,807 vs Colchester United, Southern League, 10 septembre 1949[1]
  - Melbourne Stadium : 3,201 vs AFC Wimbledon, Isthmian League, 15 March 2008[5]
- Plus large victoire : 10–1 vs Bashley, Southern League Division One East, 26 avril 2000[1]
- Plus grande défaite : 10–1 vs Barking, FA Trophy, 11 novembre 1978[1]
- Joueur le plus capé : Tony Butcher, 560 (1957–1971)[6]
- Meilleur buteur : Tony Butcher, 286 (1957–1971)[6]
- Meilleur transfert (arrivée) : 50 000 £ de Peterborough United pour Dave Morrison, 1994[1]
- Meilleur transfert (départ) : 
  - 10 000 £ à Dover Athletic pour Tony Rogers, 1992
  - 10 000 £ à Heybridge Swifts pour Kris Lee, 2001[6]